# Politehnica (metrostation)
Politehnica is een metrostation in Boekarest. Het station wordt bediend door metrolijn 3. Politehnica ligt nabij de Politehnica Universiteit Boekarest. Het metrostation werd in 1983 geopend, samen met de andere stations van het westelijk deeltraject van metrolijn 3, op Eroilor na. De dichtstbijzijnde stations zijn Eroilor en Lujerului.